# Aconitum macrorhynchum
Aconitum macrorhynchum är en ranunkelväxtart som beskrevs av Porphir Kiril Nicolai Stepanowitsch Turczaninow och Carl Friedrich von Ledebour. Aconitum macrorhynchum ingår i släktet stormhattar, och familjen ranunkelväxter. Inga underarter finns listade i Catalogue of Life.